# Rio Negrinho (rio de Santa Catarina)
Rio Negrinho é a denominação de dois cursos de água do estado de Santa Catarina, no Brasil. Ambos são tributários do rio Negro, este por sua vez da bacia hidrográfica do rio Paraná.
Para diferenciar os dois rios com nome "Negrinho", convenciona-se usar o sufixo em algarismos romanos I e II. Estes dois rios nascem no município de São Bento do Sul.